# Operacja Bluecoat
Operacja Bluecoat – wojskowa operacja ofensywna przeprowadzona przez wojska brytyjskie w trakcie bitwy o Normandię w dniach 30 lipca–7 sierpnia 1944 r. Celami ataku podjętego przez VIII Korpus i XXX Korpus brytyjskiej 2 Armii gen. Milesa Dempseya było zabezpieczenie węzła drogowego Vire i wzgórza Mont Pinçon. Na poziomie operacyjnym ataku dokonano, aby wykorzystać sukces operacji Cobra przeprowadzonej przez amerykańską 1 Armię na zachodniej flance frontu w Normandii, na poziomie taktycznym zaś wykorzystano wycofanie się niemieckiej 2 Dywizji Pancernej z rejonu Caumont, przeniesionej do przeprowadzenia operacji Lüttich, kontrofensywie przeciwko Amerykanom w rejonie Mortain.

## Tło sytuacyjne
W dniach 18–20 lipca brytyjska 2 Armia przeprowadziła operację Goodwood na południowy wschód od Caen, na wschodniej flance alianckiego frontu w Normandii, która zmusiła Niemców do utrzymywania większości swoich jednostek pancernych na wschodzie, wokół Caen. Po operacji Goodwood system Ultra ujawnił, że Niemcy planowali przesunąć stamtąd 21 Dywizję Pancerną do zachodniego (amerykańskiego) sektora frontu. 25 lipca amerykańska 1 Armia rozpoczęła operację Cobra.

## Preludium

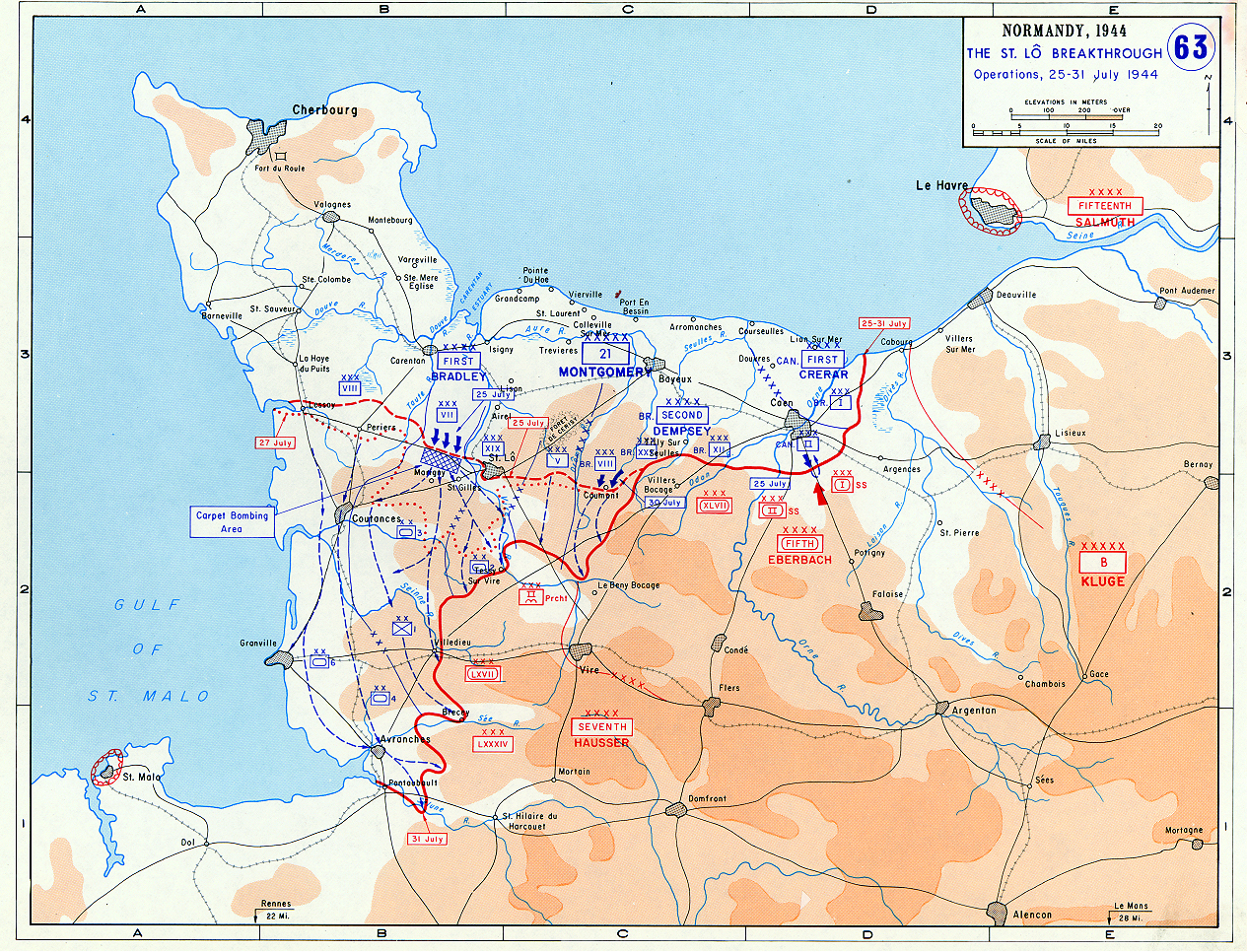
Schemat operacji Cobra i Bluecoat

### Przygotowania ofensywne aliantów
Granica sektorów armii pomiędzy prawą flanką brytyjskiej 2 Armii a amerykańską 1 Armią została przesunięta, aby siły brytyjskie przejęły obszar odpowiedzialności V Korpusu, naprzeciwko którego stała jedynie lekko uzbrojona niemiecka piechota, co dało szansę na przeprowadzenie nowej operacji wiążącej walką siły pancerne i zmechanizowane nieprzyjaciela. Dowództwo VIII Korpusu oraz 7 i 11 i Dywizja Pancerna Gwardii ze składu brytyjskiej 2 Armii, dowodzone przez gen. Milesa Dempseya, zostały przeniesione na zachód w kierunku Caumont na zachodniej flance brytyjskiego XXX Korpusu, aby odciążyć amerykański V Korpus. Dempsey planował zaatakować 2 sierpnia, ale szybki bieg wydarzeń zmusił go do przyspieszenia daty rozpoczęcia operacji.

### Niemieckie przygotowania obronne
Od 21 lipca 2 Dywizja Pancerna miała być wycofywana z obszaru na południe od Caumont i zluzowana przez 326 Dywizję Piechoty, która przejęła szesnastokilometrowy odcinek frontu od Villers-Bocage na wschodzie, obok 276 Dywizji Grenadierów Ludowych, do rzeki Drôme na zachodzie, gdzie przebiegała granica pomiędzy należącym do Panzergruppe West LXXIV Korpusem, a niemiecką 7 Armią. 326 Dywizja, na południe i wschód od Caumont, była dość silna i przejęła dużą liczbę polowych umocnień oraz zakamuflowanych pozycji strzeleckich, za rozległymi polami minowymi w idealnym, naturalnym terenie obronnym zwanym bocage.

## Plan
Brytyjski XXX Korpus miał poprowadzić atak z 43 Dywizją Piechoty Wessex na szpicy, aby zdobyć szczyt Bois du Homme (Wzgórze 361). Lewa flanka miała być chroniona przez 50 Dywizję Piechoty Northumbrian, a 7 Dywizja Pancerna pozostawała początkowo w rezerwie. Po prawej zachodnia flanka XXX Korpusu miała być chroniona przez VIII Korpus, przy czym szkocka 15 Dywizja Piechoty zaatakowała na południe od Caumont, a 11 Dywizja Pancerna nacierała przez teren dalej na zachód, gotowa do wykorzystania niemieckiego odwrotu, posuwając się naprzód w kierunku Petit Aunay, 60 km na zachód od Saint-Martin-des-Besaces. Nalot w wykonaniu ponad tysiąca bombowców strategicznych oraz ostrzał artyleryjski miał przygotować drogę do ataku.

## Bitwa

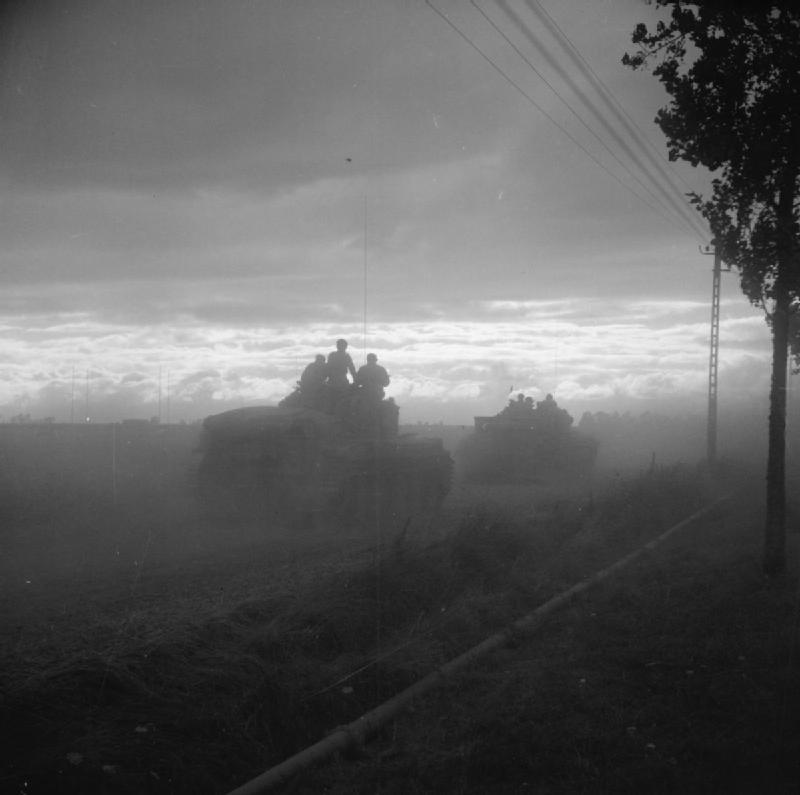
Operacja Bluecoat: Czołgi Mk VIII Cromwell brytyjskiej 7 Dywizji Pancernej ruszają do ataku rankiem 30 lipca 1944 r.

Pomimo kiepskiej widoczności, alianckie bombowce zrzuciły bardzo dokładnie 2 tys. ton bomb. Mimo to straty w niemieckim ciężkim sprzęcie były niewielkie, częściowo dlatego, że było go niewiele w obszarach docelowych, a także z tego powodu, że 43 i 50 Dywizja były utrzymywane tuż za linią startową, na północ od obszarów docelowych w ich sektorze. Natarcie jednostek 11 Dywizji Pancernej na lewej flance przez „Obszar A” dokonało szybkich postępów. Jednocześnie wiele brytyjskich jednostek zostało zatrzymanych przez pola minowe, zatopione drogi, grube żywopłoty i strome wąwozy, lecz w centralnym sektorze ofensywy atakujący zyskali pierwszego dnia około 8 km.
31 lipca 11 Dywizja Pancerna VIII Korpusu wykorzystała słabość granicy pomiędzy niemieckimi armiami, kiedy odkryła niebroniony most („Most Dickiego”) 8 km za frontem niemieckim, na rzece Souleuvre. Szybko wykorzystując okazję dzięki czołgom Mk VIII Cromwell, a następnie wezwanym jednostkom wsparcia, rozbili oni pierwsze niemieckie jednostki pancerne wysłane do kontrataku.
2 sierpnia siły brytyjskie zbliżyły się na ok. 8 km do Vire, które znajdowało się po amerykańskiej stronie granicy między armiami. Powstał spór co do tego, kto miał prawo korzystać z niektórych dróg, a atak brytyjski został ograniczony i skierowany na południowy wschód. Niemiecka 7 Armia była w stanie wzmocnić miasto żołnierzami z 3 Dywizji Spadochronowej, która została zmuszona odstąpić na południe przez amerykański V Korpus i przesunąć elementy 9 Dywizji Pancernej SS na południowy zachód, aby wypełnić lukę między 7 Armią a Panzergruppe West.
Brytyjskie natarcie zostało powstrzymane przez te właśnie siły. VIII Korpus musiał także chronić swoją odsłoniętą, wschodnią flankę, ponieważ XXX Korpus nie utrzymał tego samego tempa natarcia. Dowódca XXX Korpusu, gen. Gerard Bucknall został zwolniony ze stanowiska 2 sierpnia, a dowódca 7 Dywizji Pancernej, gen. George Erskine, został dymisjonowany następnego dnia. Gen. Brian Horrocks, weteran kampanii w Afryce Północnej, zastąpił Bucknalla 4 sierpnia. Atak brytyjskiej 2 Armii został tego dnia tymczasowo wstrzymany. Na Vire padł amerykański nocny atak 6 sierpnia w wykonaniu 116 Pułku 29 Dywizji Piechoty przeciwko obrońcom z 363 Dywizji. Tego samego dnia 43 Dywizja Piechoty Wessex i czołgi 13/18 Pułku Królewskich Huzarów zdobyły wzgórze Mont Pinçon.

## Następstwa

### Analiza
Operacja Bluecoat pozwoliła utrzymywać nadal niemieckie jednostki pancerne na wschodnim, brytyjskim odcinku frontu w Normandii i osłabiła siłę niemieckich formacji pancernych w okolicy. Wyłom w centralnym odcinku frontu zaskoczył Niemców, bo ci byli skupieni na odpieraniu alianckich ataków na obu krańcach przyczółku w Normandii. Do czasu amerykańskiego przełamania frontu w rejonie Avranches nie było już prawie żadnej siły rezerwowej do wykorzystania w operacji Lüttich, niemieckiej kontrofensywie, która została odparta 12 sierpnia. Pozostawiło to 7 Armię bez innego wejścia, jak tylko szybkie wycofanie się na wschód od rzeki Orne, aby pod osłoną ariergardy złożonej ze wszystkich pozostałych jednostek pancernych i zmotoryzowanych dać czas ocalałej piechocie na dotarcie do Sekwany. Po pierwszym etapie wycofania się za linię rzeki Orne, manewr nie powiódł się z powodu braku paliwa, ataków powietrznych aliantów i ciągłego naporu wojsk alianckich, co zakończyło się okrążeniem wielu sił niemieckich w kotle Falaise.

### Straty
Podczas operacji Bluecoat i późniejszych działań bojowych w Normandii VIII Korpus stracił 5114 żołnierzy (zabitych, rannych i zaginionych).

### Późniejsze operacje
Zgodnie z wiadomościami nadchodzącymi z amerykańskiego sektora od 9 sierpnia, że operacja Lüttich, niemiecka kontrofensywa na Mortain, został powstrzymana, O’Connor planował nowy atak, aby przygwoździć lub pokonać niemieckich obrońców na odcinku VIII Korpusu. 3 Dywizja zbliżała się do Vire, a Dywizja Pancerna Gwardii miała atakować poniżej wzgórza Perrier, tymczasem VIII Korpus okopał się na wysokim terenie między Tinchebray, a Condé-sur-Noireau wokół Mont de Cerisi, około 20 km na południowy wschód Vire. Trójfazowy atak został wyznaczony Dywizji Pancernej Gwardii i dołączonej do niej 6 Brygady Pancernej Gwardii; miał się rozpocząć 11 sierpnia, ale tego dnia położyła się gęsta mgła, która uniemożliwiła wstępne bombardowanie i zdezorganizowała atak piechoty oraz czołgów. Niemiecki ogień obronny ograniczył zasięg natarcia na wschodniej flance do 370 m. Za to w środkowym sektorze ataku brytyjscy czołgiści znaleźli trzy Pantery na podwórzu gospodarstwa w Le Haut Perrier i zaatakowali je z zaskoczenia; dwie zostały obezwładnione, a trzecia próbowała uciekać z wioski, kiedy stanęła w ogniu po trafieniu przez strzelca granatnika PIAT. Brytyjskie natarcie postępowało w kierunku Wzgórza 242 na północ od Chênedollé, gdzie niemiecki kontratak obezwładnił sześć Shermanów. Na zachodzie kombinowana grupa uderzeniowa złożona z piechoty i czołgów 2 Dywizji Gwardii Irlandzkiej poczyniła szybsze postępy i dotarła do zachodniej strony Chênedollé. Kiedy wioska została zaatakowana, okazało się, że niemiecki garnizon wycofał się, a ponieważ bombowce nie dotarły, Chênedollé zostało wyznaczone jako punkt zbiórki jednostek brytyjskich, zaś ich kolejne ataki przełożone, a następnie anulowane.
Po prawej stronie od Dywizji Pancernej Gwardii atak rozpoczął się o godz. 9:00 wzdłuż drogi biegnącej na południe przez Viessoix i Le Boulay, 3 kilometry dalej w stronę Moncy, 8 kilometrów na wschód, chroniony z prawej strony przez nacierające jednostki 3 Dywizji. Z Moncy atak miał być kontynuowany do Wzgórza 260 na Mont de Cerisi, 5 km dalej. Niemiecki opór był jednak tak samo zdeterminowany jak ten na wschodzie. Na północ od La Personnerie pola minowe oraz ogień 3 Dywizji Fallschirmjäger powstrzymały atak. Po południu próba odejścia na wschód przez Le Val została również udaremniona, pokonano zaledwie 800 metrów w pięć godzin. Gdy atak utknął w Le Val i Viessoix, żołnierze zostali wycofani wieczorem i otrzymali nowe rozkazy utrzymania drogi Vire–Vassy.